# Girard de Montfaucon

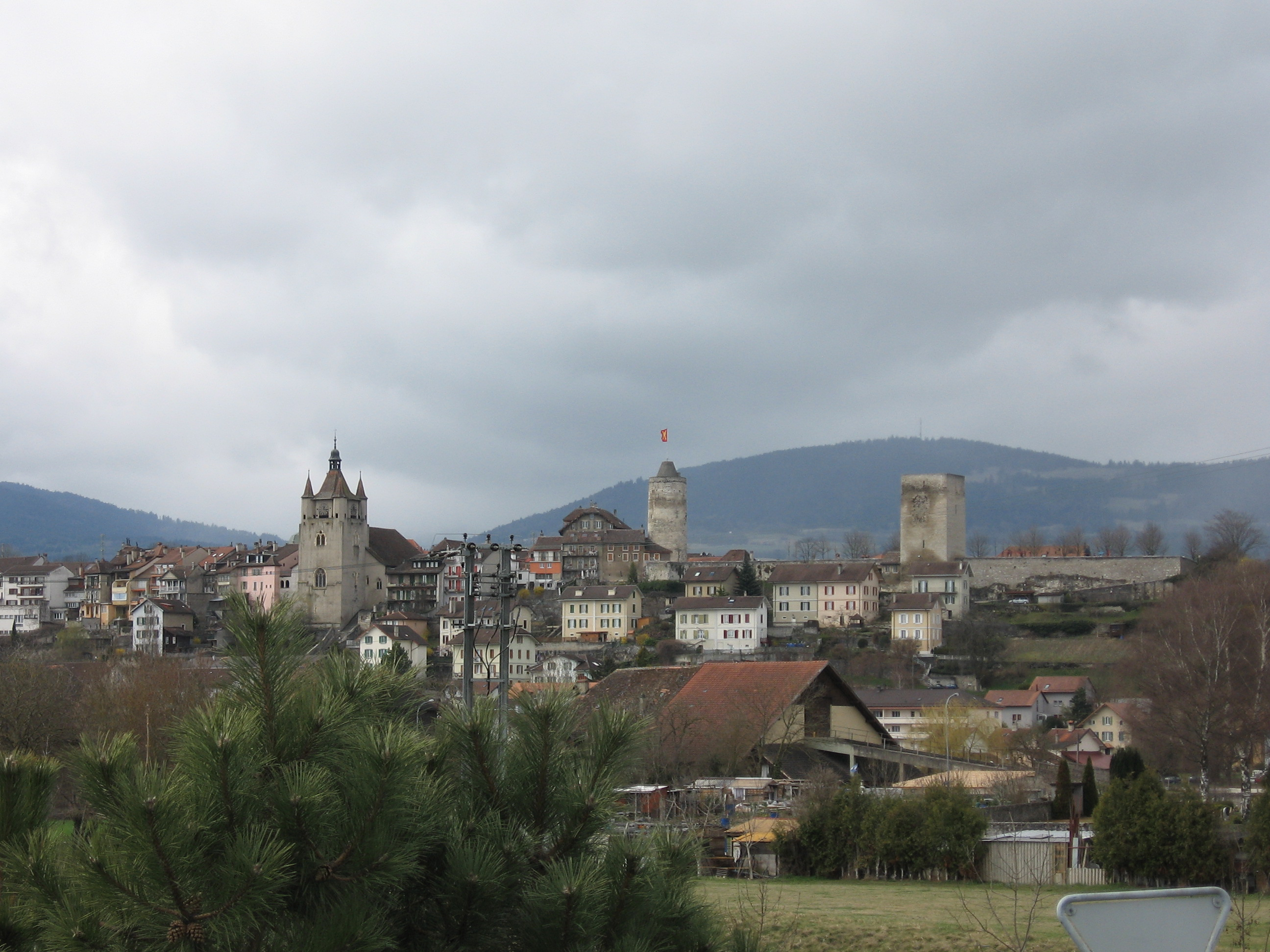
Vue du château d'Orbe

Girard de Montfaucon, (1312- 7 février 1352/53). Il reçoit en héritage les domaines d'Orbe, d'Échallens et de Montagny-le-Corbos. Après le décès de sa mère Mahaut de Chaussin il y réunit ceux de Vuillafans-le-Viel, de Montgesoye et de Mouthier-Haute-Pierre.

## Biographie
Au moment où il prend possession de son héritage, une querelle éclate entre l'évêque de Lausanne Pierre d'Oron et les sires de Montagny-les-Monts en la personne d'Aymon. Pierre d'Oron avait de son côté le sire de Belmont Pierre de Grandson et Girard de Montfaucon son futur beau-fils. Cette querelle ne se terminera qu'après une trêve imposée par Édouard de Savoie en 1327. L'année suivante il prend part avec son frère Henri de Montfaucon à la bataille de Cassel.
Il a l'occasion d'augmenter son domaine d'Échallens par l'achat en 1342 des terres de Bottens qui étaient une enclave dans celles que la maison de Montfaucon tenait dans le canton de Vaud. L'ancienne maison de Bottens tenait cette terre des évêques de Lausanne et c'est Willelme, dit Leonet, de Lutry coseigneur de Bottens qui vend sa part à Girard. Quelque temps plus tard, en 1351, Girard et sa femme accordaient des franchises aux habitants d'Orbe et d'Échallens ceci dans le but de repeupler les villages ; dans le même temps il est relevé de sa fonction de "gardien" de la Franche-Comté et de lieutenant-général de Philippe Ier de Bourgogne.
À sa mort en 1352 il sera enseveli dans la chapelle de la Sainte-Vierge de la cathédrale de Lausanne.

## Famille

### Ascendance
Il est le fils de Gauthier II de Montfaucon et de Mathilde ou Mahaut de Chaussin.

### Mariages et succession
Il épouse Jacquette, (1312-1378/81), fille de Pierre de Grandson et de Blanche de Savoie, de qui il a Jean III, seigneur d'Orbe et d'Échallens.

## Sources
- Frédéric Charles Jean Gingins-La Sarraz, Recherches historiques sur les acquisitions des sires de Montfaucon et de la maison de Chalons dans le pays-de-Vaud, G. Bridel, 1857 (lire en ligne), p. 100 à 125
- Roglo, Girard de Montfaucon, .